# قرار مجلس الأمن التابع للأمم المتحدة رقم 858
قرار مجلس الأمن التابع للأمم المتحدة رقم 858، المتخذ بالإجماع في 24 آب / أغسطس 1993، بعد التذكير بالقرارين 849 (1993) و854 (1993) والإشارة إلى وقف إطلاق النار بين أبخازيا وجورجيا والالتزامات بسحب القوات، أنشأ المجلس بعثة مراقبي الأمم المتحدة في جورجيا لفترة أولية مدتها 90 يوما ريثما يتم تمديدها مرة أخرى.
ووفقاً لتقرير الأمين العام بطرس بطرس غالي، ستتألف قوة حفظ السلام من 88 مراقباً عسكرياً بالإضافة إلى الموظفين اللازمين لدعم بعثة مراقبي الأمم المتحدة في جورجيا. وستلتزم بوقف إطلاق النار وتبلغ الأمين العام بانتهاكاته، مع إيلاء اهتمام وثيق لمدينة سوخومي وتحاول تسوية أي انتهاكات مع الأطراف المعنية.
وسيتم إنشاء بعثة مراقبي الأمم المتحدة في جورجيا لفترة أولية مدتها 90 يوما تمدد إلى ستة أشهر بناء على ما إذا كان قد تم إحراز تقدم في تنفيذ تدابير السلام. وفي غضون ذلك، طُلب من الأمين العام تقديم تقرير في غضون ثلاثة أشهر عن التطورات. ورحب بالنشر المقترح لمجموعات مراقبة مؤقتة مختلطة من الوحدات الجورجية / الأبخازية / الروسية، ودعا جميع الأطراف المعنية إلى مواصلة المفاوضات لضمان تسوية سياسية شاملة للنزاع.

## روابط خارجية
- نص القرار في undocs.org